# يوسف أباد (كوهباية الشرقي)
یوسف أباد (بالفارسية: یانس‌آباد) هي قرية تقع في إيران في قسم کوهبایة الشرقي الریفي. يقدر عدد سكانها بـ 257 نسمة .